# Banedanmark
Banedanmark, VKM ENT, je dánský státní provozovatel dráhy, který byl založen v roce 1997 pod názvem Banestyrelsen. Podléhá pod dánské ministerstvo dopravy.

## Historie
Společnost vznikla 1. ledna 1997 oddělením od někdejších unitárních železnic Danske Statsbaner. V roce 2004 došlo ke změně názvu na Banedanmark.

## Činnost společnosti
Firma provozuje železniční síť o délce 3102 km. Denně se po síti Banedanmark pohybuje přes 3000 vlaků, které za rok přepraví více než 196 milionů cestujících a 8 milionů tun zboží. Firma zaměstnává 2800 pracovníků.
Firma je zodpovědná za řízení železniční dopravy na své síti. Udržuje železniční infrastrukturu včetně zabezpečovacího zařízení, zabývá se rovněž její modernizací a stavbou nových tratí.